# جیمز اس. گرین
جیمز اس. گرین (به انگلیسی: James S. Green) سناتور سابق عضو حزب دموکرات ایالات متحده آمریکا بود. وی در سال ۱۸۵۷ تا ۱۸۶۱ میلادی سناتور ایالت میزوری در سنای ایالات متحده آمریکا بود.